# فيتز ستيل
فيتز ستيل (بالإنجليزية: Fitz Steele)‏ هو سياسي أمريكي، ولد في 19 يونيو 1965. حزبياً، نشط في الحزب الديمقراطي.

## وصلات خارجية
- الموقع الرسمي